# ميخائيل غوميز
ميخائيل غوميز (بالإسبانية: Michael Nike Gómez) (4 أبريل 1997 بكولومبيا - ) هو لاعب كرة قدم كولومبي في مركز الهجوم. لعب مع نادي إنفيغادو.

## وصلات خارجية
- ميخائيل غوميز على موقع قاعدة بيانات كرة القدم.إي يو (الإنجليزية)
- ميخائيل غوميز على موقع Soccerway.com (الإنجليزية)